# Passerelle-écluse de Saint-Maurice
Le barrage éclusé et passerelle de Saint-Maurice est situé sur la Marne, dans la commune de Saint-Maurice en France.

## Situation et accès
L'écluse est située sur la rive droite en amont de l'embouchure du bras de Gravelle dans la Marne. Elle est longée par le chemin du Moulin des Corbeaux et reliée par une passerelle piétonnière au quai Fernand-Saguet à Maisons-Alfort à proximité de la station de métro École Vétérinaire de Maisons-Afort de la ligne 8.

## Histoire de sa construction
Le cours de la Marne entre le confluent avec la Seine et le canal de Saint-Maur était très irrégulier et d’une profondeur inférieure à 1 mètre en été. La rivière était donc difficilement navigable ce qui a motivé la construction du canal de Saint-Maurice.
La création du port de Bonneuil ouvert en 1917 a nécessité la création en 1910  d’un barrage- écluse pour ouvrir ce tronçon à la navigation. Cette  écluse a été reconstruite et automatisée en 1997 avec établissement d’une passe à poissons et d’une passerelle piétonnière.

## Caractéristiques
La longueur de l’écluse est de 125 mètres sur 12 mètres de large. Le trafic annuel est de plus de 10 000 péniches de marchandises et de 200 bateaux de plaisance.